# Shontelle
Shontelle Layne (Saint James, 1985. október 4.), művésznevén Shontelle barbadosi énekesnő, dalszövegíró. Zenei pályafutását dalszövegíróként kezdte, többek között Rihannának is írt számokat.

## Zenei pályafutása
2008-ban adta ki első önálló albumát, amelynek a Shontelligence címet adta. Habár az album gyengén szerepelt minden hivatalos nemzetközi listáján ahol megjelent, az első kislemez, a T-shirt a világ több országában is Top-10 be került míg az Egyesült Államokban a 36. helyig jutott a Billboard Hot 100 listáján. A magyar rádiók nem játszották a számot.
2010-ben kiadta második albumát No Gravity címmel, amelynek első maxija, az Impossible világszerte nagy sikereket ért el, többek között Magyarországon is, ahol a Mahasz Rádiós Top 40-ben a 27. helyig jutott.

## Diszkográfia

### Albumok
| Év   | Adatok                                            | Listás helyezések | Listás helyezések | Listás helyezések | Listás helyezések |
| Év   | Adatok                                            | UK                | U.S.              | U.S. R&B          | HUN               |
| ---- | ------------------------------------------------- | ----------------- | ----------------- | ----------------- | ----------------- |
| 2008 | Shontelligence - Formátum: CD, digitális letöltés | 147               | 115               | 24                | -                 |
| 2010 | No Gravity - Formátum: CD, digitális letöltés     | 23                | 81                | -                 | -                 |

### Kislemezek
| Év   | Adatok                          | Listás helyezések | Listás helyezések | Listás helyezések | Listás helyezések | Eladási minősítések | Album          |
| Év   | Adatok                          | UK                | U.S.              | U.S. Pop          | HUN               | Eladási minősítések | Album          |
| ---- | ------------------------------- | ----------------- | ----------------- | ----------------- | ----------------- | ------------------- | -------------- |
| 2008 | T-Shirt                         | 6                 | 36                | 15                | -                 |                     | Shontelligence |
| 2008 | Stuck with Each Other feat Akon | 23                | -                 | -                 | -                 |                     | Shontelligence |
| 2008 | Battle Cry                      | 61                | -                 | -                 | -                 |                     | Shontelligence |
| 2010 | Impossible                      | 9                 | 13                | 9                 | 27                | - US: Platina       | No Gravity     |
| 2010 | Perfect Nightmare               | -                 | -                 | 40                | -                 |                     | No Gravity     |
| 2011 | Say Hello to Goodbye            | -                 | -                 | 30                | -                 |                     | No Gravity     |

### Kislemezek közreműködőként
| Év   | Adatok                           | Listás helyezések | Listás helyezések | Listás helyezések | Listás helyezések | Album         |
| Év   | Adatok                           | UK                | U.S.              | U.S. Pop          | HUN Single Track  | Album         |
| ---- | -------------------------------- | ----------------- | ----------------- | ----------------- | ----------------- | ------------- |
| 2007 | Roll It (feat J-Status, Rihanna) | -                 | -                 | -                 | 9                 | The Beginning |